# Triumph Spitfire
Triumph Spitfire — модель британського автовиробника Triumph Motor Company 1962–1980 років, що виготовлялась у п'яти модифікаціях з моторами різного об'єму і потужності. Презентація відбулась на Лондонському автосалоні 1962. Модель базувалась на моделі Triumph TR3 компанії Standard Triumph дизайну відомого італійця Джованні Мічелотті (1957). Шасі, мотор, ходова частина походили з моделі Triumph Herald. Через те, що модель Spitfire була відкритою, трубчасту раму шасі посилили, надавши їй додаткової жорсткості, і на неї кріпився корпус авто. М'який знімний дах встановлювали вручну, хоча у пізніших моделях можна було замовити жорсткий дах.

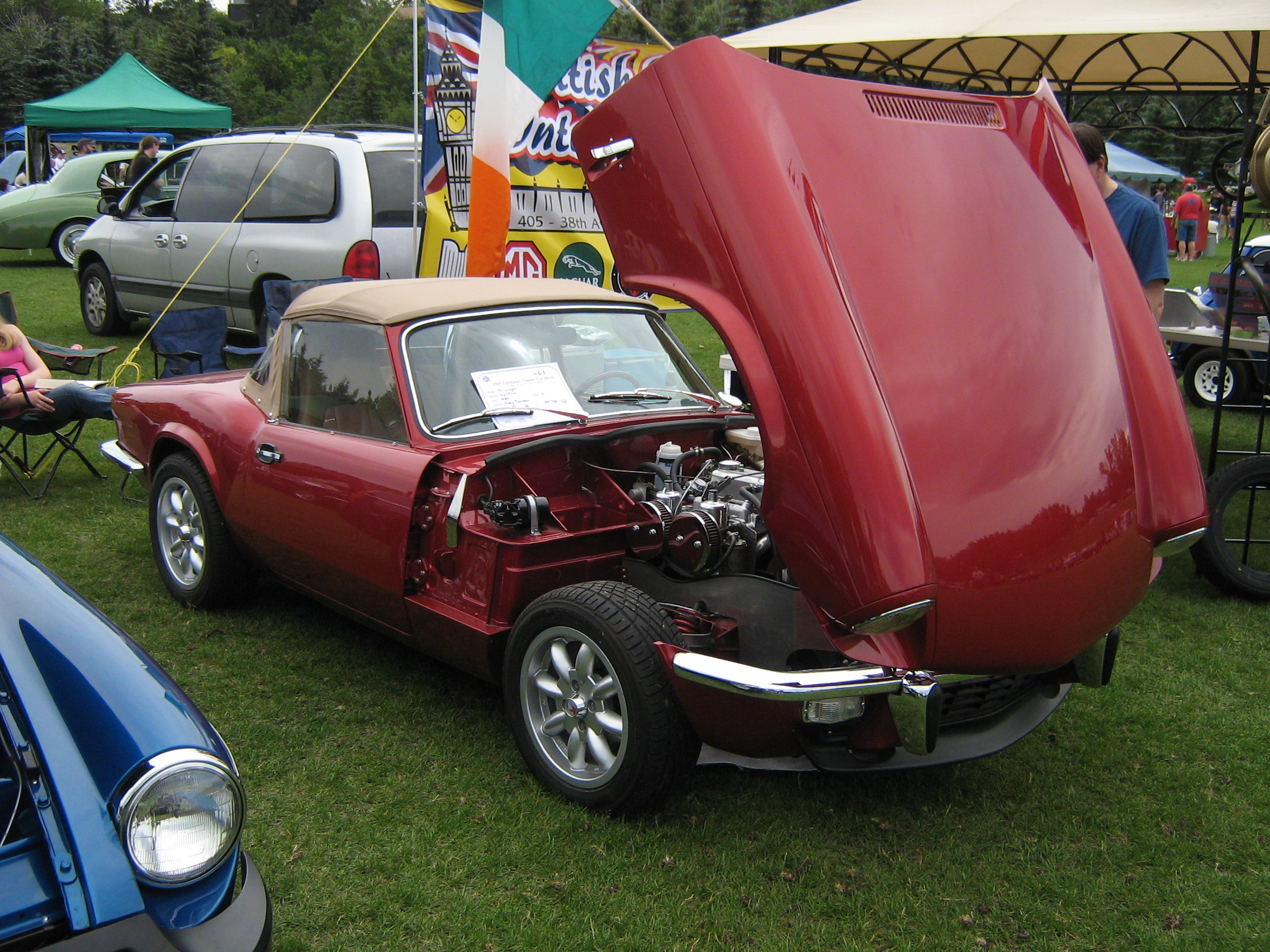
Triumph Spitfire з відкритим капотом моторного відсіку

Модель розроблялась як основний конкурент іншої невеликої спортивної моделі Austin-Healey Sprite з цільнометалевим кузовом, який доводилось заново проектувати для кожної з чотирьох нових модифікацій. Перевага Triumph полягала в економії коштів на розробку ходової частини, корпус для якої розробив Мічелотті. Вся носова частина відкривалась вперед, даючи гарний доступ до мотора. Замість дотихчасових шторок встановили механізми підняття скла дверей. Через фінансову скруту компанії Standard Triumph серійне виробництво Triumph Spitfire не розпочинали. Лише після її купівлі компанією Leyland Motors нова адміністрація виявила закинутий прототип Triumph Spitfire, який пустили у виробництво.

## Spitfire 4 (Mark I)

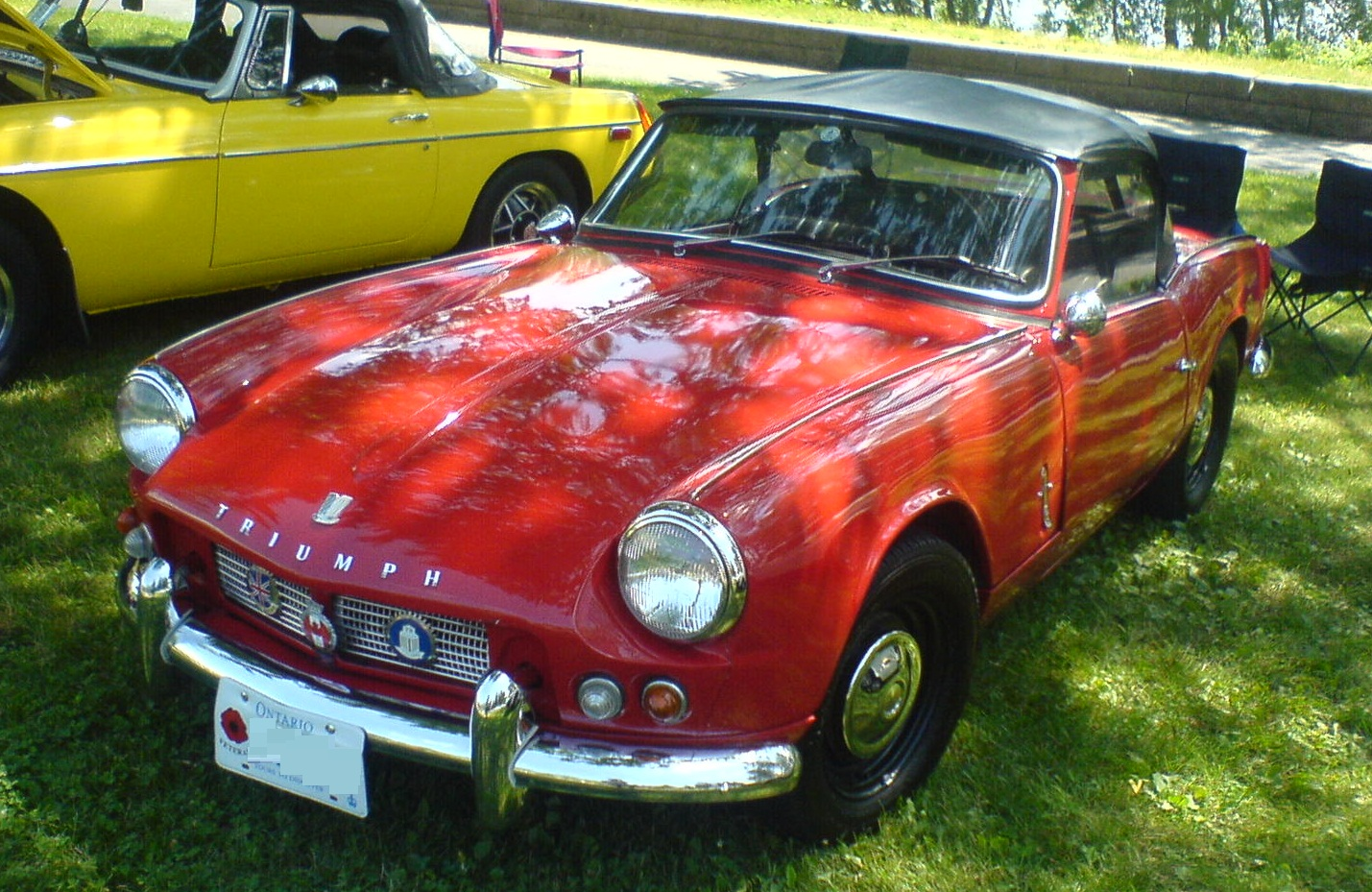
Triumph Spitfire 4

У жовтні 1962 — грудні 1964 випускали першу модифікацію Spitfire 4 (Mk I) з 4-циліндровим 8-клапанний двокарбюраторним мотором об'ємом 1147 см³ потужністю 60 к.с. (44 кВт) при 5750 об/хв., що розвивала максимальну швидкість 146/148 км/год, прискорення 0-100 км за 15,5 сек. До базового шасі додали передні дискові гальма, рейковим рульовим управлінням. Spitfire 4 чи Triumph Spitfire Mark I був невеликим дешевим спортивним автомобілем з недорогим оздобленням салону. З 1964 за додаткову плату могли встановлювати систему овердрайв на 4-ступеневу механічну коробку передач, жорсткий дах. Було виготовлено 45.753 екземплярів Mark I.

## Spitfire Mark II

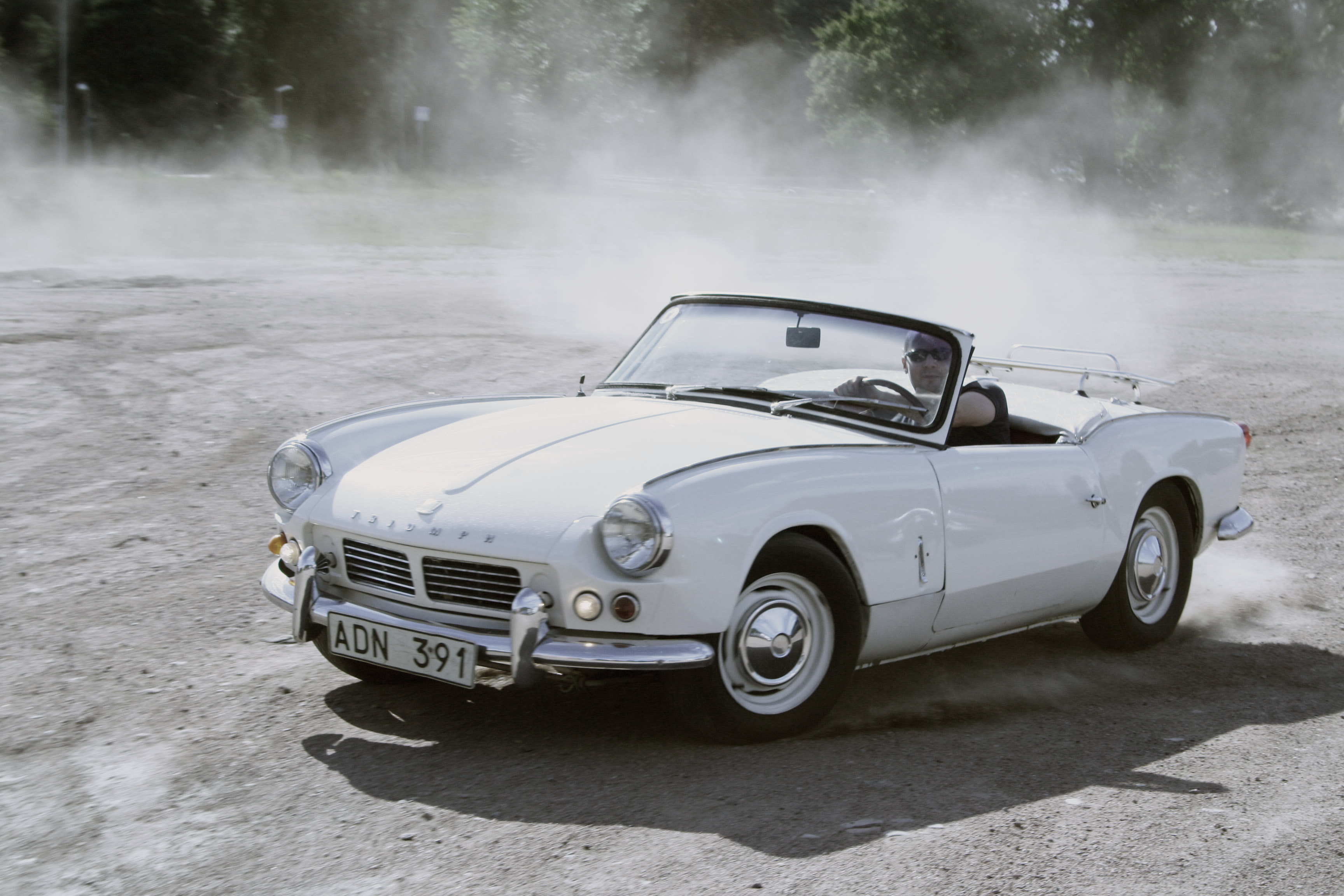
Triumph Spitfire Mark II. 1965

З березень 1964 до січня 1967 виробляли Spitfire Mark II з мотором об'ємом 1147 см³ потужністю 67 к.с. (49 кВт) при 6000 об/хв., що дозволяло розвинути швидкість 153 км/год. Корпус нагадував корпус попередньої модифікації Mark I з новою решіткою радіатора, а декотрі зміни стосувались підвіски, систем охолодження, газорозподільчого мотора. Велику увагу приділили покращенню салону, де використали для покриття прогумовану тканину. Було виготовлено 37.409 екземплярів Mark II.

## Spitfire Mark III

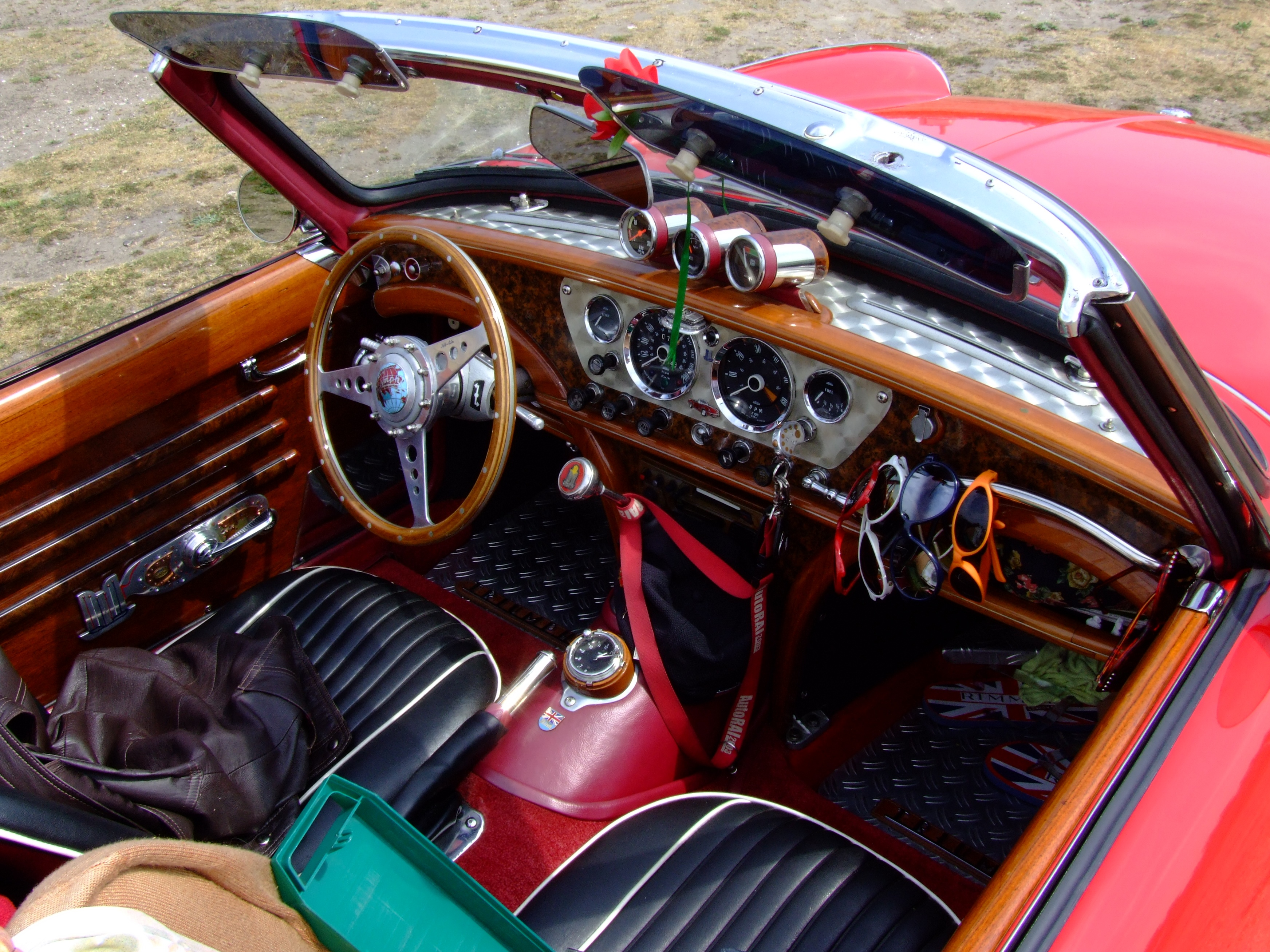
Салон з дерев'яним шпоном

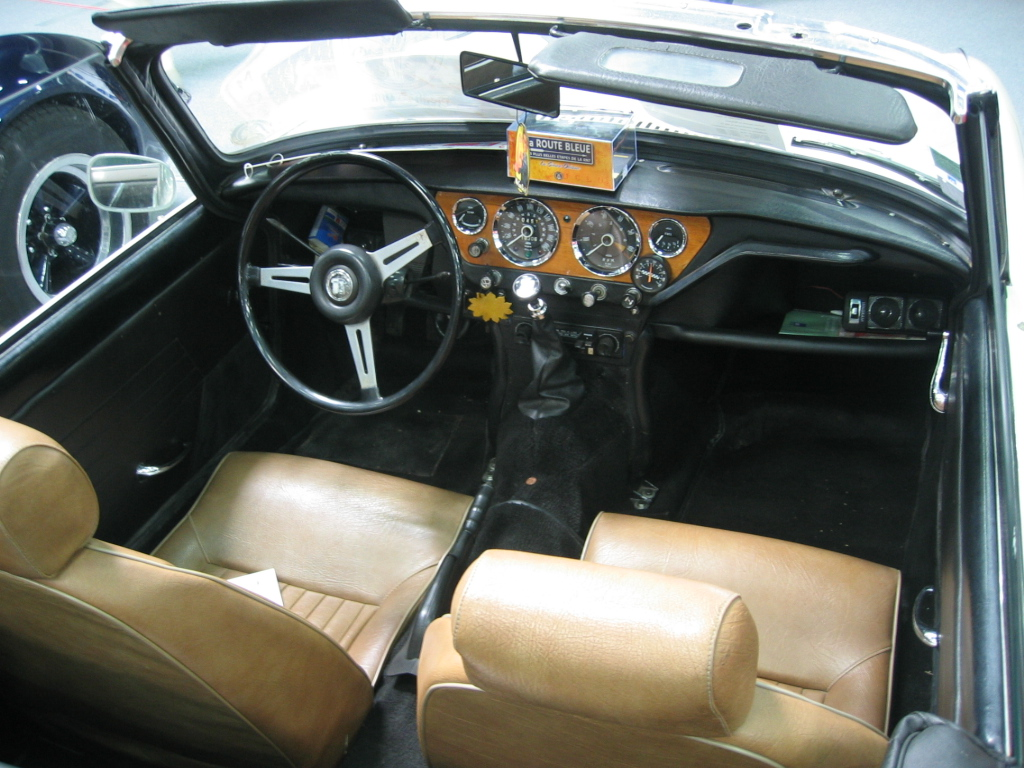
Матове оздоблення салону
Spitfire Mark III

У березні 1967 презентували модифікацію Mark III з доволі значними змінами конструкції, яку виробляли до грудня 1970. На нього встановили новий мотор об'ємом 1296 см³, потужністю 75 к.с. (54 кВт) при 6000 об/хв, двома карбюраторами SU HS2. Це дозволяло розвинути 160 км/год, долати 0-97 км/год за 13,6 сек.
Згідно з новими правилами безпеки було піднято передній бампер та дещо весь кузов, нову форму капоту, задню світлотехніку. У салоні при оздобленні панелі приладів використали дерев'яний шпон.
8 лютого 1968 випустили 100.000 Triumph Spitfire. З усіх вироблених екземплярів Mark III 25 % продавали у Британії, 25 % у Європі, 45 % у США, де з 1969 ввели нові правила безпеки, викидів. Через це довелось модифікувати Mark III, який називали «федеральний» Spitfire. Дерев'яний шпон замінили чорними матовими поверхнями, більш тихий хід робив поїздку більш комфортною. У 1970 знову змінили декор салону, перенесли панель приладів перед місцем водія, задню світлотехніку. Було виготовлено 65.320 екземплярів Mark III.

## Spitfire Mark IV

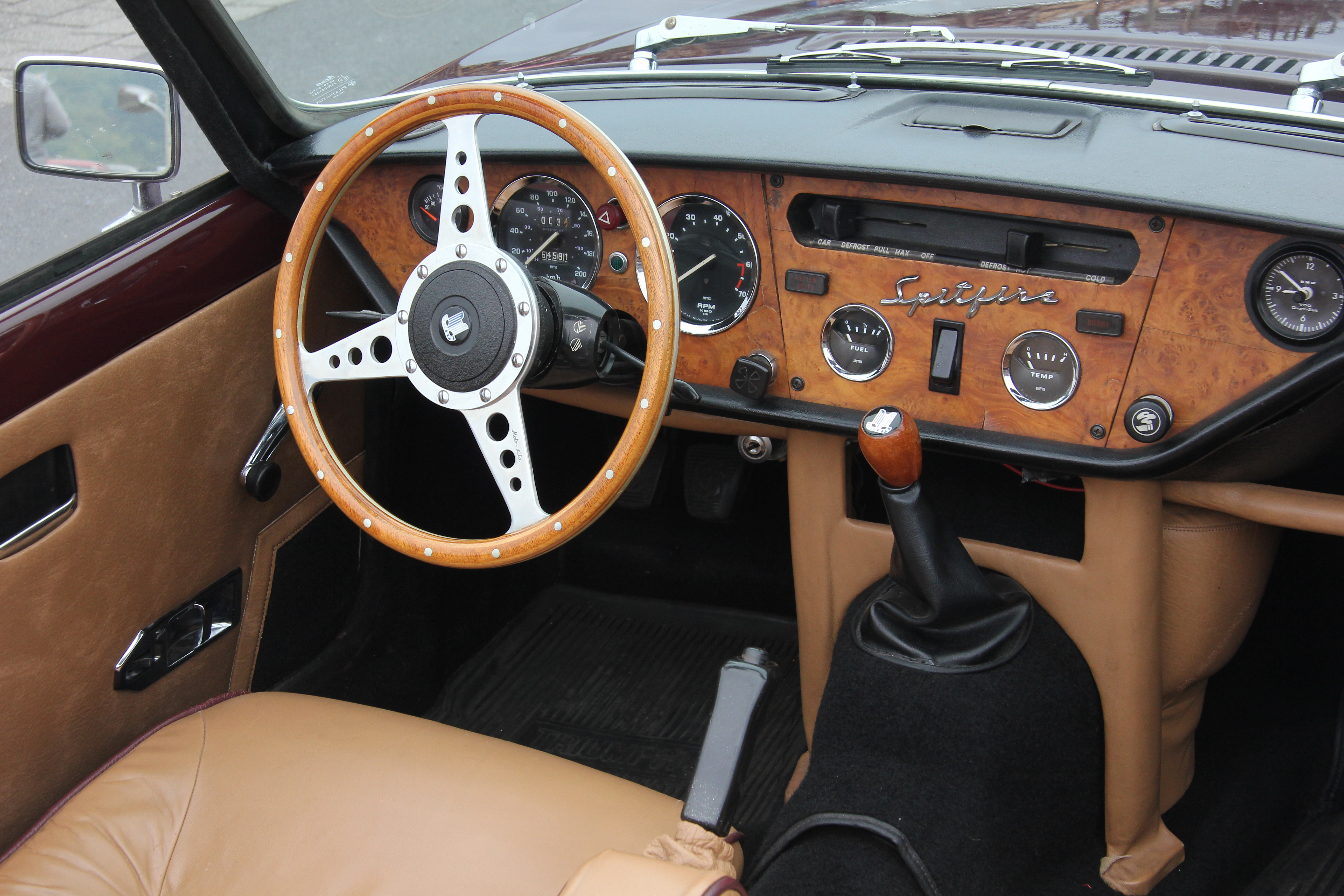
Панель приладів Triumph Spitfire IV

У листопаді 1970 розпочали виробництво модифікації Mark IV, яку виготовляли до грудня 1974 року.
Mark IV зазнав ґрунтовних змін у дизайні зрізу задньої частини, нової форми капоту, дверей з вбудованими ручками. Панель приладів на всю ширину салону з чорного пластику замінили 1973 панеллю з дерев'яним шпоном. Найбільших змін зазнала задня підвіска, як і у Triumph GT6, Triumph Vitesse, що покращило керованість даних моделей авто. Через нові закони про викиди потужність мотору об'ємом 1296 см³ знизили до 63 к.с. (47 кВт) при 6000 об/хв, через що максимальна швидкість впала до 140 км/год, прискорення 0-97 км/год до 15,9 сек. Базова ціна Mark IV становила 735 фунтів. Було виготовлено 70 021 екземплярів Mark IV.

## Spitfire 1500

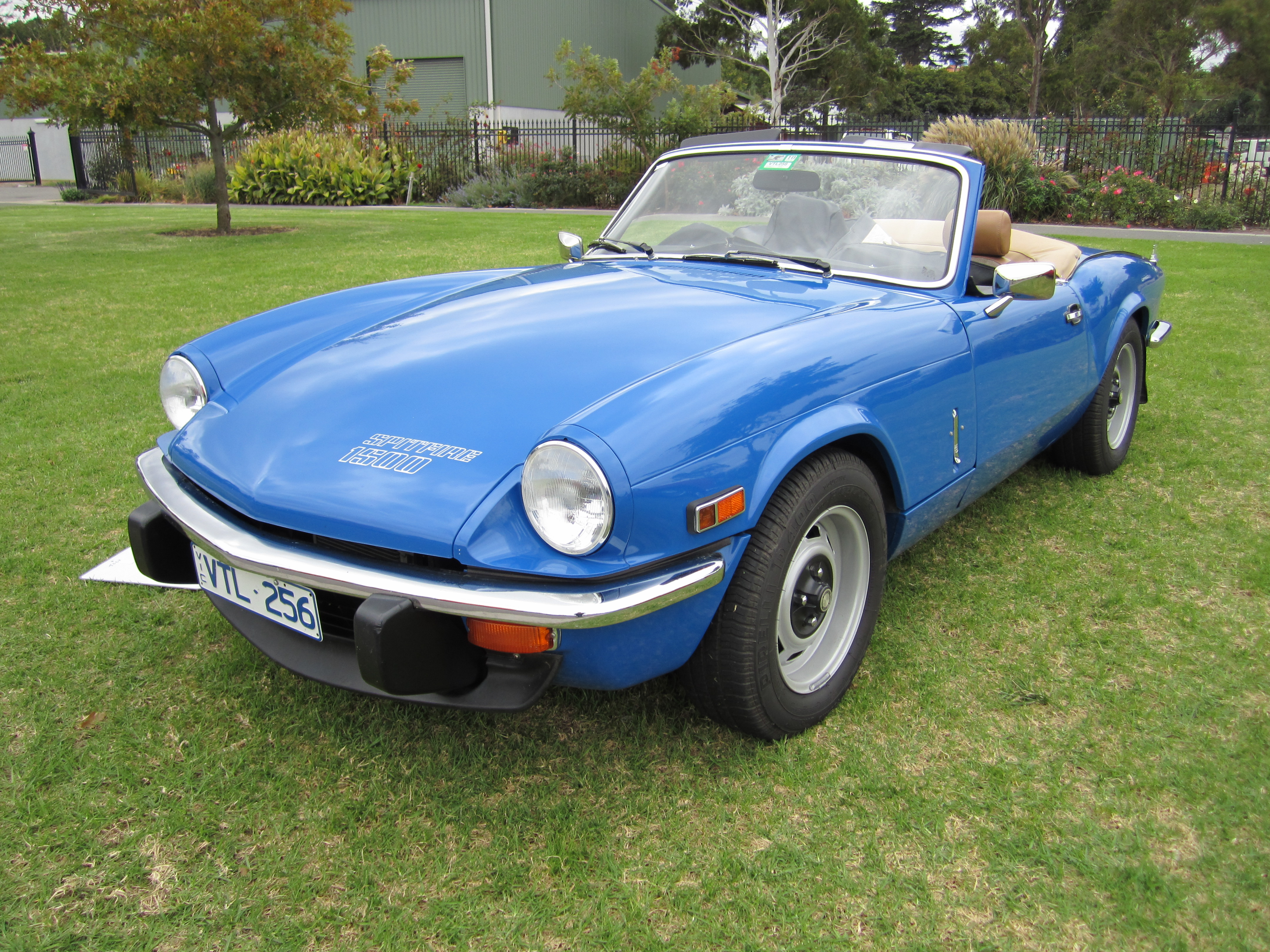
Triumph Spitfire 1500

Модифікацію виготовляли впродовж грудня 1974 — серпня 1980. для продажів у США і Канаді з 1973 використали мотор об'ємом 1493 см³ потужністю 72 к.с. (53 кВт) при 5500 об/хв. з двома карбюраторами SU HS4, який був модифікований і що призводило до доволі частих поломок. Для Північноамериканського ринку встановлювали карбюратор Zenith-Stromberg для неетилованого бензину з низьким октановим числом, що знизило потужність до 53 к.с. (40 кВт). У той час в Британії мотор зі ступенем стиснення 9:1 розвивав потужність 71 к.с. (53 кВт) при 5500 об/хв. і дозволяв розвивати швидкість 160 км/год, прискорення 0-97 км/год за 13,2 секунди.
Подальші зміни полягали у покращенні підвіски, а для ринку США застосовували переважно модифікації зовнішнього дизайну кузова. Авто можна було доукомплектовувати додатковими опціями, як жорсткий дах, овердрайв, світлотехніка. Spitfire 1500 у США коштував 5995 доларів, у Британії 3631 фунтів. Було виготовлено 95 829 екземплярів Spitfire 1500. Виробництво у Канлей припинили у серпні 1980, після чого завод закрили. Його не продали і тепер там розміщується Музей British Motor Heritage.